# Thot Breaker
Thot Breaker è il ventitreesimo mixtape del rapper statunitense Chief Keef, pubblicato il 9 luglio 2017 dalle etichette discografiche Glo Gang e RBC Records.

## Tracce
1. Alone (Intro) – 2:12
2. Can You Be My Friend? – 2:47
3. My Baby – 3:12
4. You & Me – 2:28
5. Whoa – 3:32
6. Couple of Coats – 4:56
7. Grab A Star – 4:04
8. You My Number One – 3:29
9. So Cal – 3:10
10. Drank Head – 3:53
11. My Head – 3:00
12. Slow Dance – 3:52
13. Going Home – 3:15